# Insurrextion (2001)
Insurrextion (2001) — второе по счёту шоу Insurrextion , PPV-шоу производства американского рестлинг-промоушна World Wrestling Federation (WWF, ныне WWE). Шоу прошло 5 мая 2001 года на арене «Выставочный центр Эрлс Корт» в Лондоне, Англия и транслировалось исключительно в Великобритании.

## Результаты
| №                             | Матч | Тип матча                                                                                 | Время |
| ----------------------------- | --- | ----------------------------------------------------------------------------------------- | ----- |
| 1                             | Эдди Герреро победил Гранд Мастера Сексея | Одиночный матч                                                                            | 3:37  |
| 2                             | «Радикалы» (Перри Сатурн, Дин Маленко и Терри Раннелс) победили Холли (Крэш, Хардкор и Молли)                                                         | Смешанный командный матч шести человек                                                    | 2:40  |
| 3                             | Брэдшоу победил Биг Шоу | Одиночный матч                                                                            | 8:00  |
| 4                             | Эдж и Кристиан победили «Братьев Дадли» (Бубба Рэй и Ди-Вон), «Братьев Харди» (Мэтт и Джефф) и «Икс-фактор» (Икс-пак и Джастин Кредибл) (с Альбертом) | Командный матч четырёх команд на выбывание                                                | 8:11  |
| 5                             | Крис Бенуа победил Курта Энгла со счётом 2-0 | Матч «два удержания из трёх»                                                              | 12:34 |
| 6                             | Крис Джерико победил Уильяма Ригала | Одиночный матч за Кубок Королевы                                                          | 31:33 |
| 7                             | Гробовщик победил «Власть двух людей» (Стив Остин) и Трипл Эйча) (со Стефани Макмэн-Хелмсли), удержав Трипл Эйча                                      | Гандикап-матч за титул чемпиона WWF; Гробовщик получит титул титул, только удержав Остина | 25:02 |
| (c) — чемпион на начало матча | |                                                                                           |       |